# Morimus misellus
Morimus misellus är en skalbaggsart som beskrevs av Stefan von Breuning 1938. Morimus misellus ingår i släktet Morimus och familjen långhorningar. Inga underarter finns listade i Catalogue of Life.